# Korbovo
Korbovo (cyr. Корбово) – wieś w Serbii, w okręgu borskim, w gminie Kladovo. W 2011 roku liczyła 740 mieszkańców.